# Сосновка (Сморгонский район)
Сосно́вка (бел. Сасно́ўка, пол. Owieczki) — деревня в Сморгонском районе Гродненской области Белоруссии.
Входит в состав Жодишковского сельсовета.
Расположена в северной части района. Расстояние до районного центра Сморгонь по автодороге — около 10 км, до центра сельсовета агрогородка Жодишки по прямой — 9,5 км. Ближайшие населённые пункты — Войниденяты, Гориденяты, Заблотье.
Согласно переписи население Сосновки в 1999 году насчитывало 263 жителя.
К северо-востоку от деревни располагается ландшафтно-геоморфологический заказник «Мартишки».
Автомобильной дорогой местного значения Н7964 Сосновка связана с республиканской дорогой Р95 Лынтупы — Свирь — Сморгонь — Крево — Гольшаны. Также из деревни начинается автодорога местного значения Н7963 Сосновка — Берёзы..
Через населённый пункт проходят регулярные автобусные маршруты:
- Сморгонь — Вишнево
- Сморгонь — Комарово
- Сморгонь — Лылойти
- Сморгонь — Нестанишки
- Сморгонь — Свайгини
- Сморгонь — Свирь
- Сморгонь — Старая Рудня
- Сморгонь — Сыроватки
- Сморгонь — Хведевичи